# Brubrú
El brubrú (Nilaus afer) és un ocell àmpliament distribuïda per l'Àfrica subsahariana. És l'únic representant del gènere Nilaus Swainson, 1827.